# Выборгская гауптвахта
Выборгская гауптвахта — историческое здание, расположенное на площади Старой Ратуши в Выборге.
Находится в старой части города, на углу Крепостной улицы и улицы Южный Вал. Современный адрес — ул. Южный Вал, дом 2.

## История
Здание в стиле классицизма было возведено в 1776 году по проекту архитектора К. И. Шпекле, однако и ранее на его месте находилось помещение, предназначенное для главного караула гарнизона Выборгской крепости. Гауптвахты, появившиеся в России при Петре I, были не только караульными домами, но также использовались для временного заключения воинских чинов и горожан.
Постоянный караул располагался у городских ворот, выходивших на разводной мост. Ещё во время Крымской войны ворота главной крепости на ночь запирались, и часовые у гауптвахты требовали пропуск у всякого приближавшегося к городским стенам. Но вскоре по окончании войны было принято решение о сносе устаревших городских укреплений. В конце XIX века каменные стены были разобраны; не стало и городских ворот — объекта охраны. Однако пост у гауптвахты сохранился. Более того, караульное помещение в 1857 году было расширено пристройкой аркады с остроконечными проходами, придавшими зданию гауптвахты неоготический вид. Была изменена и форма крыши, ставшей ниже. В таком облике гауптвахта находится и сейчас: небольшое одноэтажное прямоугольное здание с трёхчастной аркадой и двумя окнами по обеим сторонам симметричного фасада.

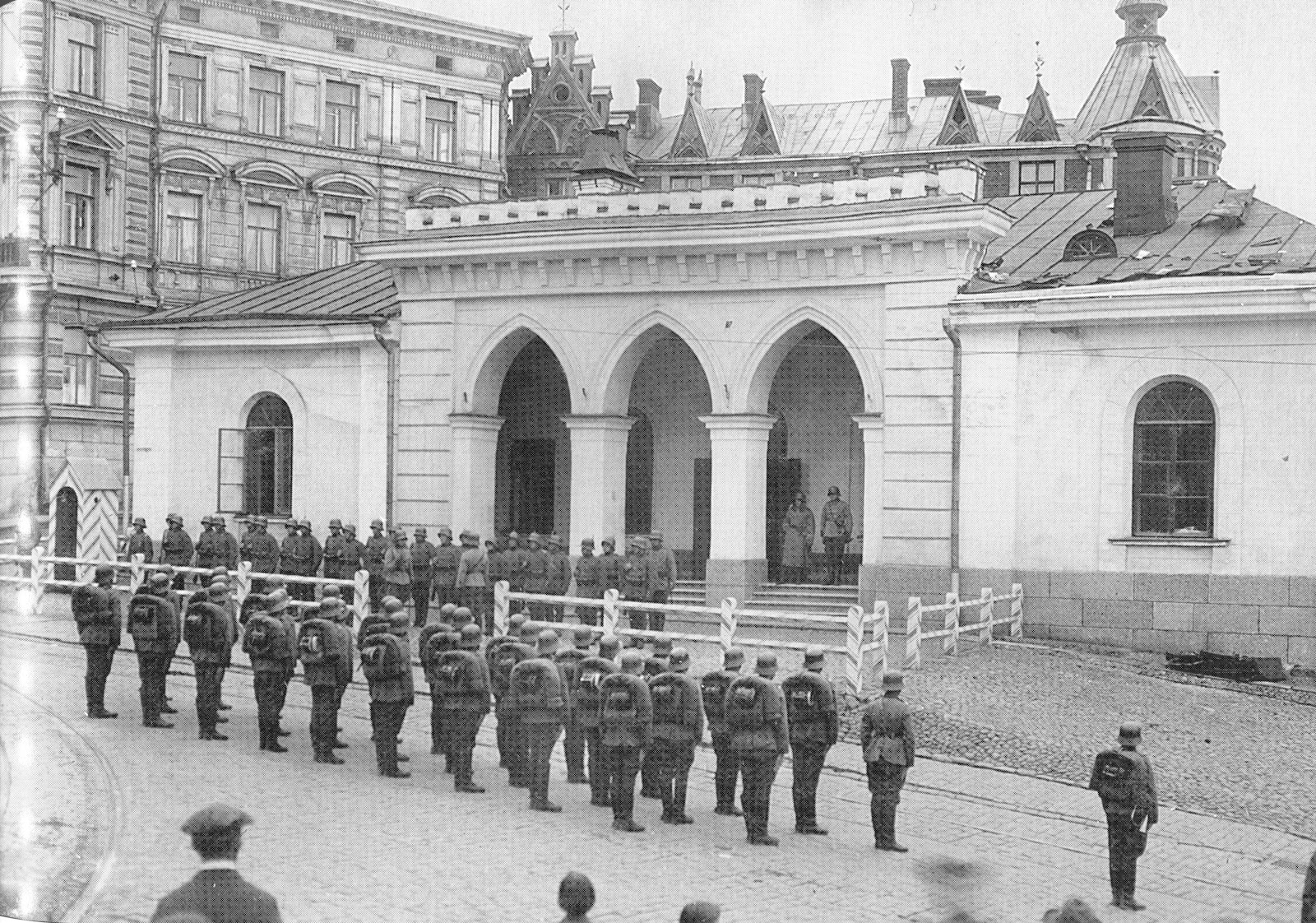
Финские военнослужащие на разводе караула в 1927 году

В историю Выборга здание вошло эпизодом самосуда революционного времени, когда в результате Корниловского выступления постановлением Выборгского Совета были арестованы и помещены на гауптвахту по подозрению в сочувствии выступлению командиры дислоцированных в городе войсковых частей: генерал О. А. Орановский, генерал-майор В. Н. Васильев, генерал-майор Ф. В. Степанов и подполковник Кюрениус. Толпой восставших солдат 29 августа 1917 года они были захвачены, выведены из здания гауптвахты и вместе с другими офицерами убиты и сброшены с моста в залив.
После провозглашения независимости Финляндии русские войска покинули город, но впечатляющее зрелище развода караула сохранилось в качестве достопримечательности, теперь уже с участием финских военнослужащих.
По окончании Советско-финских войн (1939—1944) здание гауптвахты заняла районная контора Главкинопроката, снабжавшая кинофильмами учреждения культуры. К восьмидесятым годам XX века здание пришло в плачевное состояние, но к 1992 году было отремонтировано с последующим приспособлением под туристические нужды. В настоящее время в нём размещаются турбюро, предприятия общественного питания и сувенирный магазин.